# Ільменська Євгенія Олександрівна
Євгенія Олександрівна Ільменська — українська кінорежисерка-мультиплікаторка, художниця та акторка.
Народилася 1973 р. у Дніпропетровську. Сестра Олександри Ільменської, також режисерки-мультиплікаторки. Закінчила Київський державний інститут театрального мистецтва (1998, майстерня Є. Сивоконя).
Авторка сценарію, режисерка і художниця фільму «Уїкенд» (1998. Друга премія Національного журі кінофестивалю «Відкрита ніч — дубль чотири», 2000). Членкиня Національної спілки кінематографістів України.
| Кінематографіст | Це незавершена стаття про кінематографіста чи кінематографістку. Ви можете допомогти проєкту, виправивши або дописавши її. |